# Stria terminalis
Die Stria terminalis (deutsch der Grenzstreifen) ist ein Faserstrang im Gehirn. Die Stria terminalis ist die wichtigste efferente Bahn der Amygdala und verbindet sie mit dem Hypothalamus, insbesondere der Regio preoptica und weiteren Kernen des Hypothalamus. Sie verläuft entlang des Seitenventrikels zwischen Nucleus caudatus und Thalamus. Ein Teil der Nervenfasern zweigt in die Stria medullaris thalami ab und erreicht so die Habenula-Kerne. Über die Stria terminalis verlaufen auch Projektionen zum Hirnstamm, insbesondere zum Kreislauf-, Atem- und Brechzentrum. An ihrem Ursprung aus der Amygdala – in der Seitenwand des Vorderhorns des Seitenventrikels – liegt ein Kerngebiet, der Nucleus striae terminalis (auch bed nucleus of the stria terminalis oder extended amygdala).
Der Nucleus striae terminalis ist von Bedeutung bei Anspannung und Stress und bei der Sexualität. Dieser Kern ist bei Männern größer als bei Frauen. Eine Studie aus dem Jahr 1995 berichtete, dass bei genetisch männlichen Transsexuellen dieser Kern kleiner war als bei heterosexuellen oder homosexuellen Männern und sieht darin einen Hinweis darauf, dass Hormoneinflüsse während der fetalen Entwicklung die Geschlechtsidentität beeinflussen könnten.